# Вейн (округ, Міссурі)
Шаблон:StateAbbr_ 37°07′ пн. ш. 90°28′ зх. д. / 37.11° пн. ш. 90.46° зх. д.
Округ  Вейн (англ. Wayne County) — округ (графство) у штаті Міссурі, США. Ідентифікатор округу 29223.

## Історія
Округ утворений 1818 року.

## Демографія
За даними перепису 
2000 року 
загальне населення округу становило 13259 осіб, усе сільське.
Серед мешканців округу чоловіків було 6574, а жінок — 6685. В окрузі було 5551 домогосподарство, 3839 родин, які мешкали в 7496 будинках.
Середній розмір родини становив 2,84.
Віковий розподіл населення поданий у таблиці:
| Стать    | До 15 років | 15-21 | 22-29 | 30-39 | 40-49 | 50-65 | 65-85 | Понад 85 |
| -------- | ----------- | ----- | ----- | ----- | ----- | ----- | ----- | -------- |
| Чоловіки | 1331        | 604   | 446   | 771   | 863   | 1351  | 1107  | 101      |
| Жінки    | 1125        | 597   | 460   | 839   | 923   | 1323  | 1214  | 204      |

## Суміжні округи
- Медісон — північ
- Боллінджер — схід
- Стоддард — південний схід
- Батлер — південь
- Картер — південний захід
- Рейнольдс — захід
- Айрон — північний захід

## Виноски
1. ↑  U.S. Decennial Census. United States Census Bureau. Архів оригіналу за 19 липня 2018. Процитовано 22 листопада 2014.
2. ↑  Historical Census Browser. University of Virginia Library. Архів оригіналу за 16 серпня 2012. Процитовано 22 листопада 2014.
3. ↑  Population of Counties by Decennial Census: 1900 to 1990. United States Census Bureau. Архів оригіналу за 3 грудня 2014. Процитовано 22 листопада 2014.
4. ↑  Census 2000 PHC-T-4. Ranking Tables for Counties: 1990 and 2000 (PDF). United States Census Bureau. Архів оригіналу (PDF) за 18 грудня 2014. Процитовано 22 листопада 2014.
5. ↑  State & County QuickFacts. United States Census Bureau. Архів оригіналу за 14 листопада 2015. Процитовано 14 вересня 2013.(англ.) Наведено за англійською вікіпедією.
6. ↑  American FactFinder. Бюро перепису населення США. Архів оригіналу за 26 лютого 2012. Процитовано 31 січня 2008.

| США | Це незавершена стаття з географії США. Ви можете допомогти проєкту, виправивши або дописавши її. |